# Diadegma flavoclypeatum
Diadegma flavoclypeatum là một loài tò vò trong họ Ichneumonidae.